# 阿泽丁·塔伊比
阿泽丁·塔伊比（1964年6月21日—）, 法国政治人物，法国共产党成员（2022年以前）。自2014年起担任斯坦斯市市长。他是阿尔及利亚裔法国人。